# 프랑시스 블랑슈

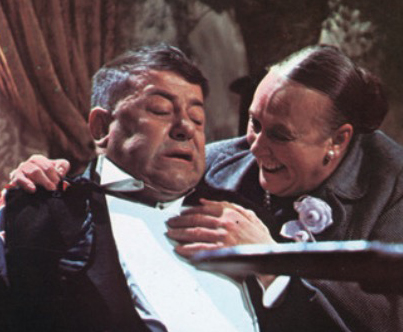

프랑시스 블랑슈(프랑스어: Francis Blanche, 1921년 7월 20일 ~ 1974년 7월 6일)는 프랑스의 배우이다.
본명은 프랑수아 장 블랑슈(François Jean Blanche)로 파리 11구에서 태어났으며 파리 15구에서 사망하였다. 사인은 심근 경색이다.

## 영화
- 세이 잇 위드 플라워즈 (1974년) - 제라드 역
- 그랑 부프 (1973년)
- 대청소 (1968년)
- 세상에서 가장 오래된 직업 (1967, Le Plus Vieux Métier du monde)
- 세브린느 (1967년)
- 아름다운 사기꾼들 (1964년)
- 검은 튤립 (1964년)
- 남자를 좇는 여인 (1964년)
- 이름없는 매춘부 (1960년)
- 살인자는 듣고있다 (1948년)